# Wilson v. State of Georgia
Pour les articles homonymes, voir Wilson.
Wilson v. State of Georgia est un arrêt de la cour du Comté de Monroe en appel d'une condamnation de Genarlow Wilson (né le 8 avril 1986) pour aggravated child molestation en 2005, celui-ci ayant eu des relations sexuelles orales avec une fille de 15 ans lors d'un réveillon de nouvel an, infraction entraînant d'office une condamnation à 10 ans d'emprisonnement
À l'époque de sa condamnation, les dispositions relatives à l'âge qui permettaient de prendre en compte le consentement d'une personne mineure n'étaient applicables qu'aux rapports sexuels vaginaux. Comme il s'agissait de rapports sexuels oraux, le consentement de la jeune fille n'était pas, à ce moment-là, juridiquement nécessaire.
Le 26 octobre 2007, la Cour suprême de l'État de Géorgie, sans annuler la condamnation elle-même, a jugé que la peine de Wilson était disproportionnée. Il a été libéré le même jour, après avoir purgé plus de 4 ans de sa peine de 10 ans de prison au Burruss Correctional Training Center (en) à Forsyth (Géorgie).